# SAGA, l'histoire des hommes qui ne reviennent jamais
 (novembre 2013).
Si vous disposez d'ouvrages ou d'articles de référence ou si vous connaissez des sites web de qualité traitant du thème abordé ici, merci de compléter l'article en donnant les références utiles à sa vérifiabilité et en les liant à la section « Notes et références ».
Pour plus de détails, voir Fiche technique et Distribution.
SAGA, L'histoire des hommes qui ne reviennent jamais est un long métrage marocain réalisé par Othman Naciri et produit par Hemera Films en 2013.
Sa sortie nationale est prévue le 19 février 2014. La sortie internationale est, pour sa part, prévue pour le printemps 2014.

## Genèse du projet
À l'origine du scénario, la volonté du réalisateur d'aborder la thématique, souvent occultée, des femmes délaissées dans de lointaines contrées marocaines, sans ressources ni protection. 
Et là, Othman Naciri a tissé un conte moderne où s'entrecroisent 4 personnages principaux autour de deux histoires qui, finalement, n'en formeront plus qu'une.
Une saga familiale qui revisite une large gamme de rapports humains.
Ainsi, lorsque dans la première partie du film, Omar et Lahcen se rencontrent, c'est une série de sentiments complexes qui les mèneront à la séparation. 
Quand quarante années plus tard, Ali sera amené à élucider le passé sombre de Lahcen, il croisera la route d'un étrange et énigmatique personnage, Said. 
Le récit voyage entre raison et émotion, de la fascination au dégoût en passant par l'empathie, l'identité, la peur et l'illusion de fraternité.  
Au contact des femmes de ce film, ces hommes redécouvriront, chacun à sa manière, leurs sensibilités souvent voilées par le masque de la virilité.  
Une virilité certes différente d'un homme à l'autre, mais néanmoins toujours présente.   
Sans jamais prendre parti, et loin des clichés féministes, ce film est une invitation à redécouvrir le rapport hommes femmes sous un angle nouveau, mais également redécouvrir la condition humaine de manière anecdotique à travers une histoire de femmes et d'hommes.

## Synopsis
1969 : Pour se déculpabiliser de la mort accidentelle de son père, Lahcen quitte son village de l'Atlas marocain pour rejoindre son ami d'enfance, Omar, infirmier à Tanger.  
Appâté par l'argent facile, Omar s'implique dans un réseau international de trafic d'organes. Lahcen tente d'échapper à l'emprise psychologique d'un Omar de plus en plus manipulateur.   
40 ans plus tard, Lahcen est arrêté par la police.  Ali, son fils refusera d'admettre que son père puisse faire l'objet d'un mandat d'arrêt. Il tentera alors de blanchir l'honneur de sa famille. Durant sa quête, Ali croisera le chemin de Said qu'il croira, finalement, être son frère.  
Une étrange amitié naîtra entre les deux hommes et les mènera jusqu'à Ceuta (appelée Sebta en berbère et en arabe), enclave espagnole au nord du Maroc où ils découvriront chacun leur propre vérité.

## Fiche technique

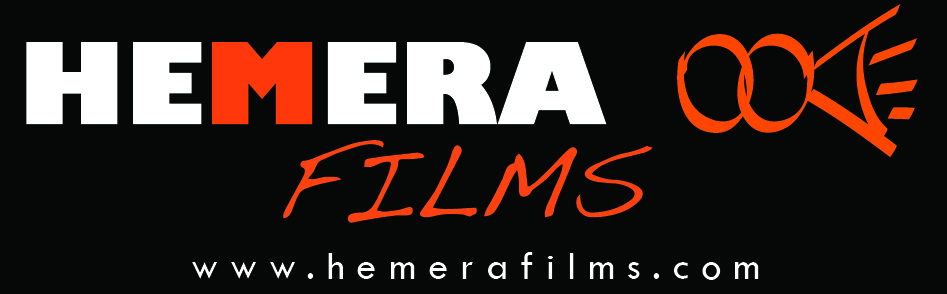
Hemera Films, la société productrice

- Titre : SAGA, L'histoire des hommes qui ne reviennent jamais
- Titre international : Men never come back
- Réalisation : Othman Naciri
- Idée originale : Othman Naciri
- Scénario et dialogues : Othman Naciri & Yann Bouard
- Photographie : Luca Coassin
- Son : Mehdi Marhoum El Filali
- Décors : Moulay Tayeb Alaoui
- Costumes : Amal Benayad
- Montage : Jaume Garcia Gil
- Musique originale : Pablo Lopez Ruiz & Mariano Barella
- Productions : Hicham Naciri, Fayçal Laraichi
- Sociétés de production : Hemera Films & Société Nationale de Radio Diffusion et de Télévision
- Distribution internationale : One Eyed Films
- Budget : 1 150 000 euros
- Genre : Drame ; Thriller
- Pays d'origine :  Maroc
- Langues : Arabe, Français, Espagnol
- Formats : Couleurs - DCP
- Durée : 97 minutes

## Distribution
- Mourad Zaoui : Ali Marbouh
- Said Bey : Said
- Omar Lotfi  : Omar Foulane (1969 - 1971)
- Fehd Benchemsi : Lahcen Marbouh (1969 - 1971)
- Jalila Talemsi : Zohra (1969 - 1980)
- Mouna Rmiki : Rita Marbouh
- Raouia  : Zohra (2013)
- Mohamed Ayad : docteur Ouazzani
- Mohamed Choubi : commandant Ghallab
- Jean Marie Burucoa : Hans

## Réalisateur

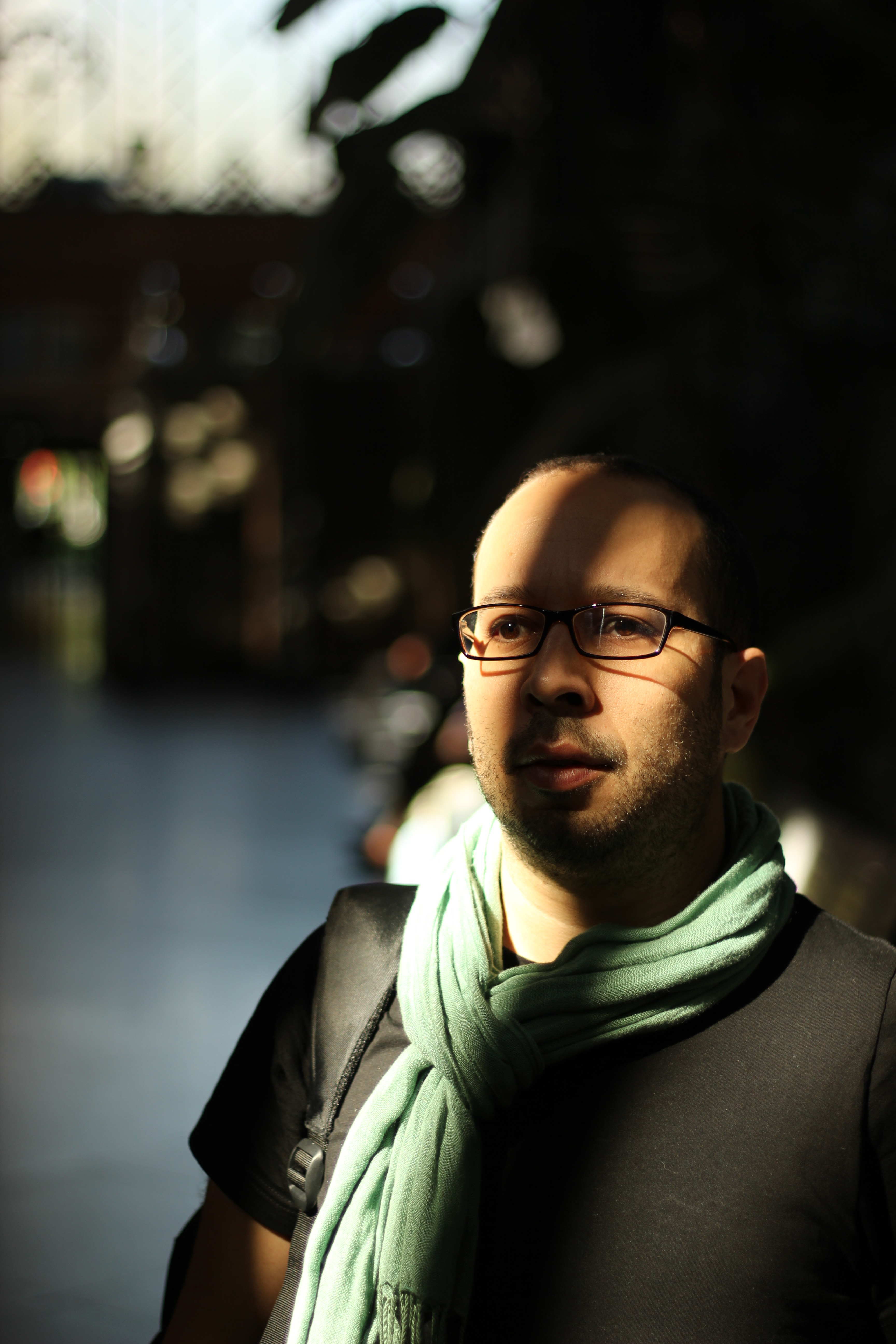
Le réalisateur du Film Othman Naciri

Othman Naciri est né à Casablanca en 1981. Diplômé en image et réalisation à l'École Supérieure de Réalisation Audiovisuelle (ESRA) de Paris en 2004, il suit en 2006 une formation de production à la Media Business School de Malaga en Espagne.
Après avoir travaillé sur de nombreux tournages en France, il signe en 2006 un documentaire fiction de 52 minutes pour la deuxième chaîne marocaine 2M, puis un second documentaire pour la télévision espagnole en 2007.
Entre 2006 et 2009, Othman Naciri travaille sur la conception et la réalisation de nombreuses émissions de télévision et reportages.
En 2009 et 2010, il réalise deux courts métrages, 37 kilomètres Celsius et Sin Palabras qui lui vaudront un succès dans de nombreux festivals nationaux et internationaux.
Son dernier court métrage Sin Palabras a totalisé plus de 50 festivals dans le monde et un nombre conséquents de prix. Il a été diffusé sur France Télévision début 2012.
SAGA, L'histoire des hommes qui ne reviennent jamais est son premier long métrage.

## Producteur
Hicham Naciri est né en 1983 à Casablanca, au Maroc, il évolue, comme son frère Othman dans une famille de conviction progressiste. Après des études primaires et secondaires entre Casablanca et Rabat, il embarque pour Paris en 2002 afin d'y suivre un cursus de communication et d’études des médias, où il obtient en 2005 une licence dans la même discipline. Féru de communication et d’échanges, il intègre en 2005 l’Office National du Tourisme, au sein du département événementiel où il participe notamment à l’organisation du Festival international du film de Marrakech.
Entre 2006 et 2010, Hicham jonglera habilement entre organisation événementielle et sa passion pour le cinéma et la gestion du back office production. Durant ces années il se sera notamment consacré aux montages financiers des productions publicitaires ainsi que ceux des événements qu'il organise, à l’instar du Festival du Court Métrage Marocain de Rabat, festival qu’il aura lancé en 2010 afin de promouvoir et d’encourager les jeunes talents nationaux. Forts de deux éditions à grand retentissement, et de nombre de courts-métrages produits au cours de cette même période, il s’engage aujourd’hui de plain pied dans la production du premier long métrage, qu’il coproduit en binôme avec son frère Othman Naciri, réalisateur de l’œuvre.

## Tournage
Le film SAGA, L'histoire des hommes qui ne reviennent jamais a été tourné entre le Maroc et l'Espagne entre l'automne 2012 et l'hiver 2013. La richesse de ses décors en fait son point fort. Le tournage au Maroc s'est déroulé entre Rabat, Tanger et le Haut Atlas. La ville de Ceuta a été retenue pour le tournage en Espagne.

## Production et anecdotes
L'écriture du film  SAGA, L'histoire des hommes qui ne reviennent jamais a été entamée fin 2009 par le réalisateur lui-même, qui venait de finir la production de son court métrage Sin Palabras. 
Après plusieurs mois de développement, le projet a été présenté à la société de production Hemera Films qui a immédiatement adhéré au projet et a accepté de produire le premier long métrage du réalisateur.
Yann Bouard, a rejoint l'équipe de développement en tant que co-scénariste dans le courant de l'année 2011. Les fonds de production tardaient à être levés compte tenu de la crise économique mondiale qui a également touché le secteur de la culture. Ce n'est que dans le courant de l'année 2011 que le montage financier du film a permis d'atteindre le seuil permettant de lancer la  production. Fin 2011, la  Société nationale de radiodiffusion et de télévision et le Centre cinématographique marocain soutiennent le projet et s'y joignent respectivement en tant que coproducteur et bailleur de fonds (avance sur recette).
La machine est lancée. Le réalisateur avait pour vision un film riche en émotions et en images. Il a donc choisi de camper ses décors dans des paysages aussi divers que variés. Des images glacées des montagnes de l'Atlas Marocain à la méditerranée en passant par le caractère impersonnel des grandes villes, la toile de fond était une ode à la diversité que voulait mettre en avant le réalisateur.  
En tournant les scènes de montagnes, l'équipe a dû faire face à une météo hostile avec des températures souvent négatives. 
Les visas d'entrée en Espagne ayant été délivrés à la dernière minutes à Casablanca, l'équipe a du rejoindre précipitamment la frontière espagnole dans la nuit du 1er février 2013 pour entamer le tournage quelques heures plus tard.

## Bande originale
- La bande originale du film a été composée en Argentine par Pablo Lopez Ruiz et Mariano Barrella.
- Le morceau 12 "Akal" a été composé et interprétée par l'artiste marocaine Lyna Benzakour.
- Le morceau "Ain't we've got fun" a été repris par l'artiste marocaine Jihane Bougrine.
- Le morceau "Ir para no volver" a été interprété par l'artiste argentine Micaela Vita.
- Les morceaux Gnaouas sont respectivement interprétés par la troupe "Nouira" et par Fehd Benchemsi.
- Les 24 morceaux composant la bande originale du film :

1. Le cri
2. Le voyage
3. L'assassin se réveille
4. Le premier rein
5. Ain't we've got fun (Jihane Bougrine)
6. Les jetons du docteur
7. Rien ne va plus
8. Le sud
9. Le départ
10. Les femmes du village
11. Les hommes ne reviennent jamais (thème)
12. Le monstre de Tanger
13. Le tango de minuit
14. Dix hommes à la mer
15. Les larmes de la mère
16. Parano
17. Quarante frères et sœurs
18. Akal (Lyna Benzakour)
19. La ballade de Ali et Said
20. Notre père
21. La lettre
22. Ir para no volver (Micaela Vita)
23. Où vas-tu ?
24. Enfin libres

## Dates de sortie
- Maroc : 19 février 2014
  - Casablanca : Megarama, Lynx, Rif
  - Marrakech : Megarama, Colisée
  - Fez : Megarama
  - Rabat : Renaissance, 7e Art
  - Meknes : Dawliz
  - Tanger : Roxy, Rif
  - Tétouan : Espagnol
- France / Espagne : Printemps 2014
- International : Été 2014